# Winzingen (Neustadt)
Winzingen war früher ein Winzerdorf. Es wurde 1892 in die pfälzische Stadt Neustadt an der Haardt, heute Neustadt an der Weinstraße (Rheinland-Pfalz) eingemeindet. Mittlerweile hat Winzingen nur noch die Eigenschaft eines Stadtviertels, zählt also rechtlich nicht mehr als eingemeindeter Ortsteil. Im Mittelalter war das damalige Dorf Namensgeber für die 2 km nordwestlich gelegene Burg Winzingen.

## Geographische Lage

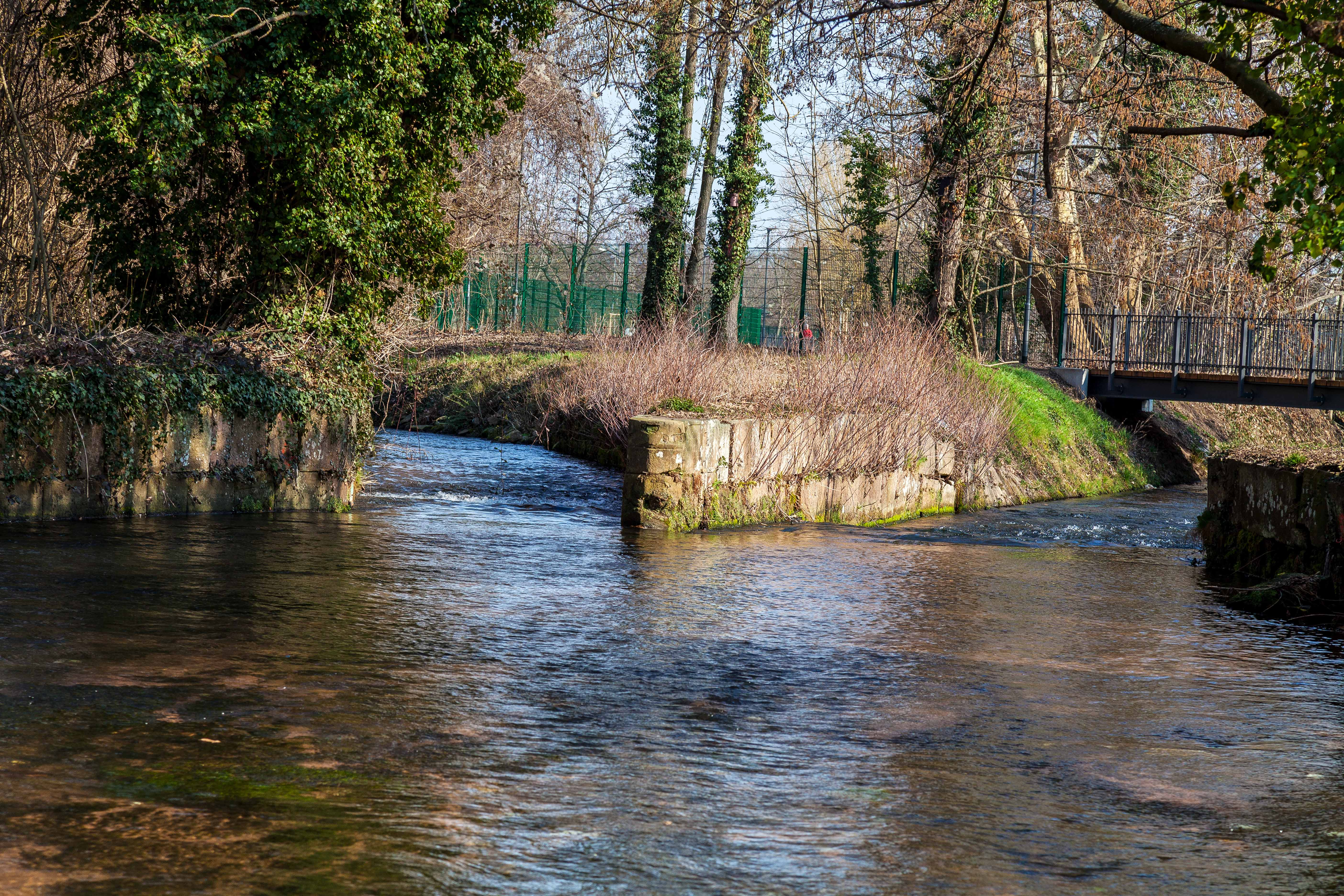
Winzinger Wassergescheid

Das Stadtviertel liegt auf rund 132 m Höhe östlich des historischen Stadtkerns von Neustadt und im Wesentlichen südlich des Speyerbachs. In diesen mündet im Norden Winzingens von links der gut 1,5 km lange Floßbach. Westlich der Innenstadt vom Speyerbach abgezweigt, fließt er zunächst durch den Norden der Kernstadt und dann durch Winzingen.
200 m östlich der Floßbachmündung wird am Nordostrand Winzingens in der heutigen Wohngemarkung Böbig seit dem Spätmittelalter der Rehbach mit einem Drittel der Wassermenge vom Speyerbach nach links abgeleitet. Die trennende Einrichtung heißt Winzinger Wassergescheid.
Am Nordrand Winzingens führt als Maximilianstraße ein Rest der Bundesstraße 38 vorbei, die den Neustadter Westen mit der Anschlussstelle 12 Neustadt-Nord der Autobahn 65 (Ludwigshafen–Karlsruhe) verbindet.

## Geschichte

### Chronik

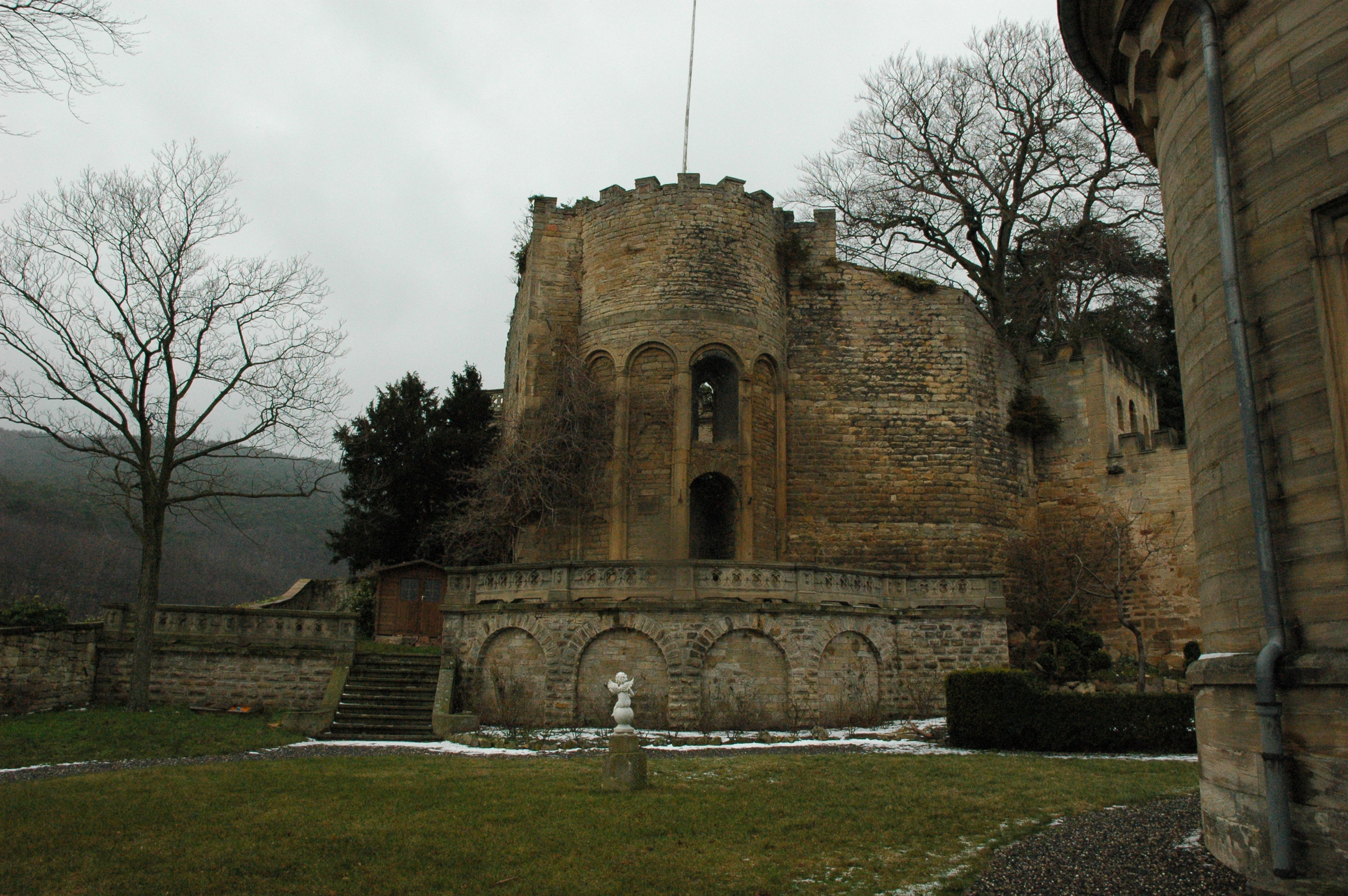
Name nach dem Dorf: Burg Winzingen

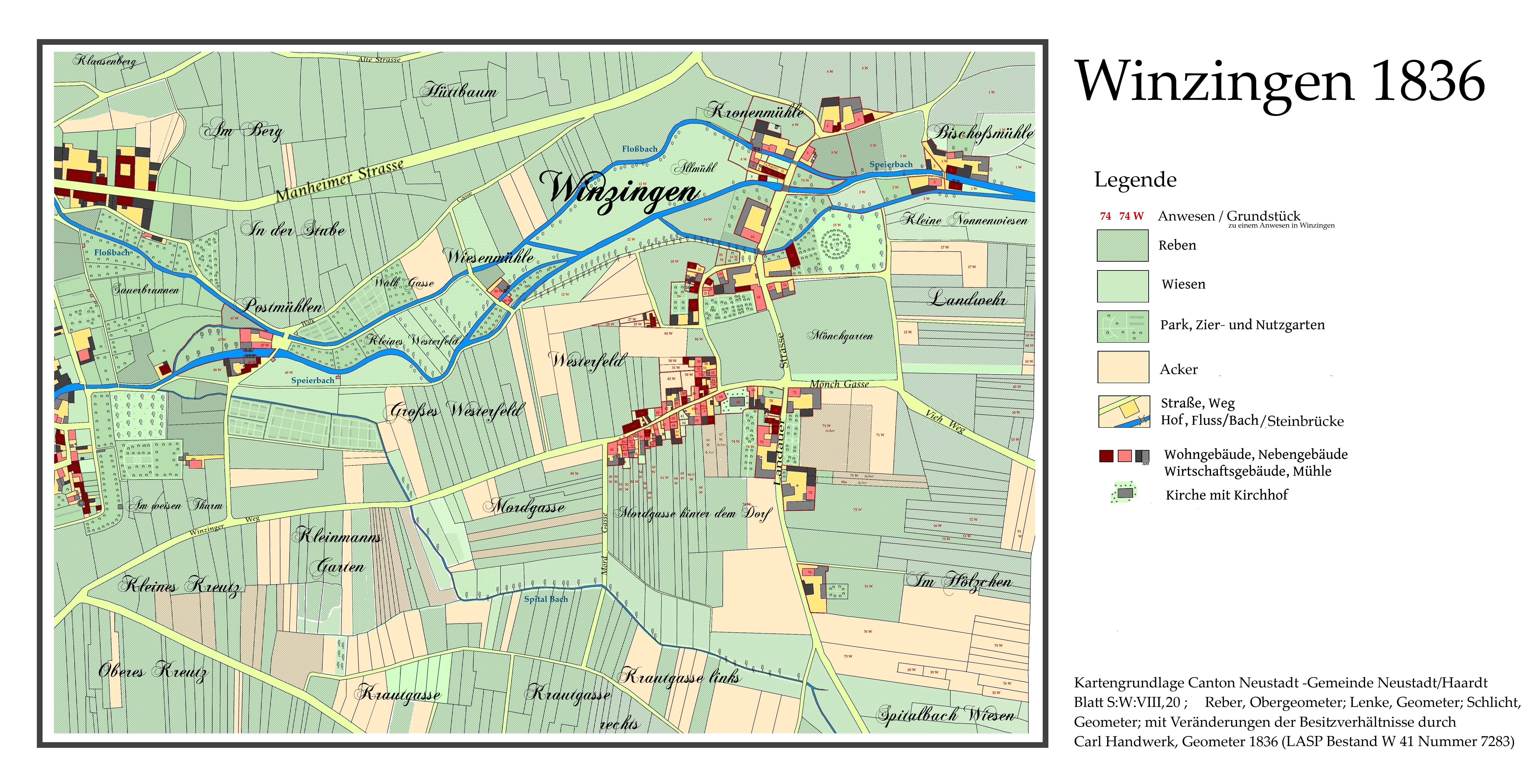
Winzingen 1836

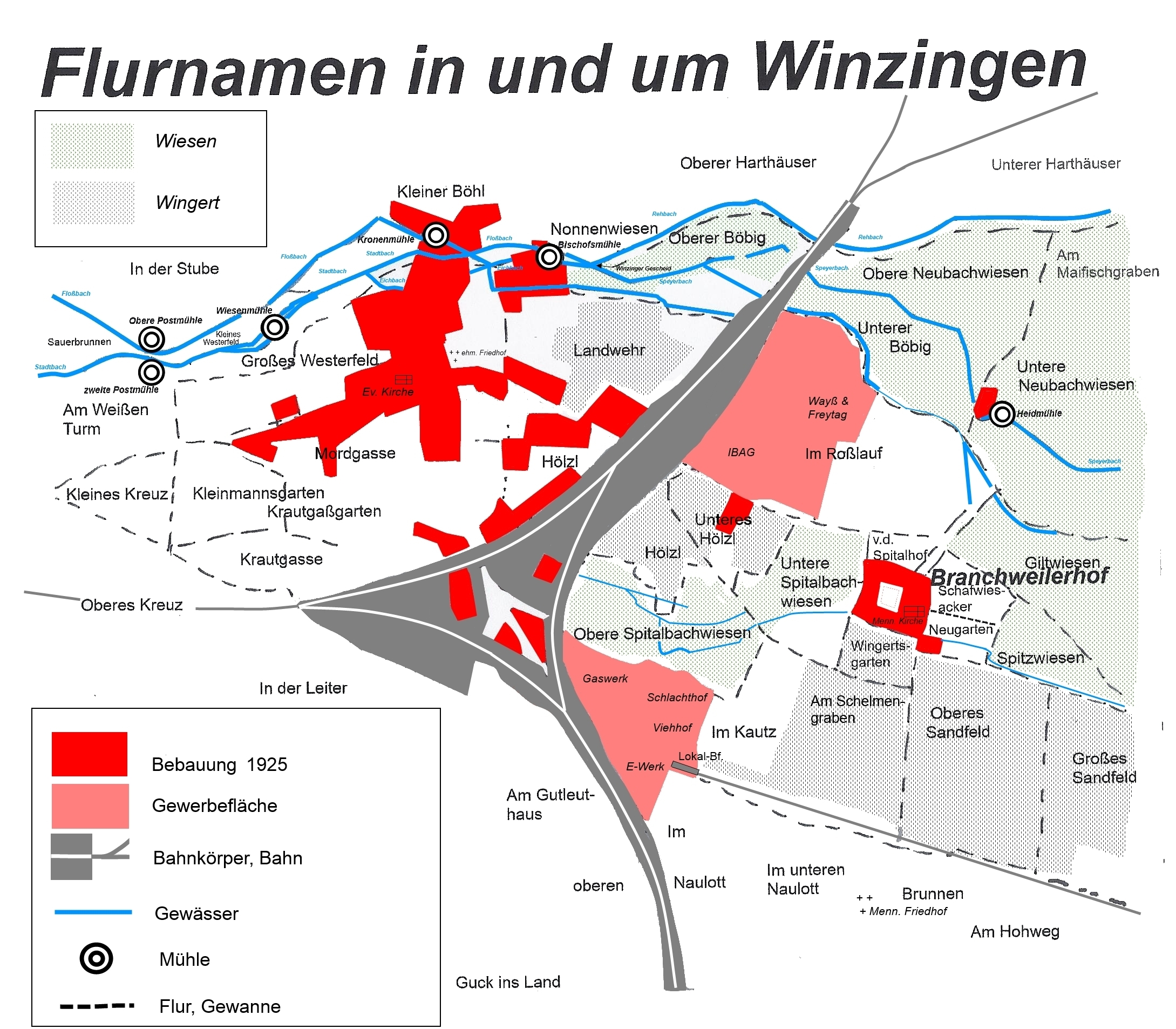
Winzingen um 1925

In Zusammenhang mit Schenkungen an das Kloster Weißenburg wurde der Ort 774 unter dem Namen „Wincingas“ erstmals erwähnt, und zwar in einer im Codex Edelini zitierten Urkunde. Die eigentliche Gründung durch den germanischen Stamm der Franken erfolgte aber vermutlich schon früher. Die Bezeichnung „Wincingas“ könnte auf die lateinischen Wörter vinum (Wein) und cingere (umgürten) zurückgehen. Der Name (villa) vincincta bedeutet wein(berg)umgürtete Siedlung und wäre ein Hinweis auf den seit der Römerzeit in der Region betriebenen Weinbau.
Winzingen ist viel älter als die „Neue Stadt“, die bis 1936 und von 1945 bis 1950 Neustadt an der Haardt hieß. Als Neustadt im frühen 13. Jahrhundert durch die Pfalzgrafen Ludwig I. und dessen Sohn Otto II. gegründet wurde, gehörte die Ansiedlung Winzingen zu deren gleichnamiger Burg, die im 10. Jahrhundert 2 km nordwestlich am Hang der Haardt erbaut wurde und heute Ruine ist. Das Bild der Burg prägte auch das frühere Wappen von Winzingen. Bereits mit der Gründung der Stadt verlor die Gemeinde Winzingen einen Teil ihrer Eigenständigkeit und gehörte fortan zum „Neustadter Bann“. Die Siedlung lag zu dieser Zeit am Speyerbach 1 km unterhalb, also östlich der Neugründung.
Das Winzinger Gebiet verfügte Ende des 18. Jahrhunderts über 97 Morgen Acker, 41 Morgen Weinberge, 30 Morgen Wiesen und 2 Morgen Gärten. Die Gemeinde besaß keinen eigenen Wald, sondern hatte Rechte in den Neustadter Geraiden. Im Jahr 1869 lebten in Winzingen 733 Einwohner in 181 Familien, die sich auf acht Wohnplätze verteilten. Die letzte Volkszählung vor der Eingemeindung verzeichnete 54 % Protestanten, 41 % Katholiken und 5 % Angehörige anderer Konfessionen. Die 1116 Einwohner des 213 Hektar großen Gemeindegebiets verteilten sich auf fünf Ortsteile, nämlich die Weiler Bannmühle und Branchweiler, die Einzelanwesen Böbig und Wiesenmühle und das Kirchdorf Winzingen. Bei der Eingemeindung – letzter Bürgermeister war der Ziegeleibesitzer Ludwig Häußer – hatte Winzingen 1282 Einwohner, die in etwa 15 verschiedenen Straßen und Gassen sowie auf dem Branchweilerhof und in der Bischofsmühle wohnten.

### Schultheiße im 17. Jahrhundert
- Nach 1639 und vor 1649 bekleidete das Amt des Schultheißen Johann Christoph Römmich („gestorben 1674 Römmich, alter Schultheiß von Winzingen“).
- 1687 war als Schultheiß Johann (Hans) Valentin Ebel tätig („gestorben 1694, 75 Jahre alt, früher Schultheiß von Winzingen“).
- 1699 wird Schultheiß Lachmann erwähnt.

### Bürgermeister und Adjunkte 1815–1891
Nach dem Ende der Koalitionskriege und bis zur Eingemeindung waren die folgenden Bürgermeister und ihre Adjunkt genannten Stellvertreter im Amt.
| Amtszeit    | Bürgermeister          | Beruf                                            | Adjunkt              | Beruf                                |
| ----------- | ---------------------- | ------------------------------------------------ | -------------------- | ------------------------------------ |
| 1815–1834   | Christian Adam Schimpf | Ziegler                                          | 1819 Gerhard Janson  | Gutsbesitzer auf dem Branchweilerhof |
| 1835–1848   | Johann Philipp Schaaf  | Gutsbesitzer und Gastwirt                        | (Johann) Georg Lorch | Rotgerber, Gutsbesitzer              |
| 1841 (VIII) |                        |                                                  | Jacob Deidesheimer   | Ziegler                              |
| 1841 (IX)   |                        |                                                  | Ludwig Lieberich     | Müller, Besitzer der Kronenmühle     |
| 1846 (VI)   |                        |                                                  | Martin Häußer        | Ziegeleibesitzer                     |
| 1846–1868   | Martin Häußer          | Ziegeleibesitzer                                 | Heinrich Schmidt     |                                      |
| 1853–1860   |                        |                                                  | Jacob Winter sen.    | Wagner                               |
| 1860–1863   |                        |                                                  | Heinrich Mattil      | Müller                               |
| 1863        |                        |                                                  | Nikolaus Fick        | Schreiner                            |
| 1868–1886   | Johann Philipp Riel    | Gerber und Lohmüller, Besitzer der Bischofsmühle | Heinrich Schmitt II  |                                      |
| 1877        |                        |                                                  | Philipp Bernhard     |                                      |
| 1880–1888   |                        |                                                  | Nikolaus Mallrich    | Besitzer der Wiesenmühle             |
| 1888–1891   | Ludwig Häußer          | Ziegeleibesitzer                                 | Johann Erlenwein     | Küfermeister                         |

## Wirtschaft und Infrastruktur

### Wirtschaft
Die 1849 in Neustadt von Jacob Neubauer gründete Stärkefabrik J. Neubauer & Co. zog 1854 nach Winzingen an den Mönchshof, wo sie bis etwa 1920 betrieben wurde. Neben Wein- und Ackerbau und der Wiesenbewirtschaftung bestimmte die Mühlenwirtschaft lange Zeit den Wirtschaftsertrag Winzingens mit. Die Standorte entwickelten sich Ende des 20. Jahrhunderts teilweise zu größeren Betrieben, wie die Rollgerstefabrik und Kunstmühle Lieberich und die Textilfabrik Friedrich Helfferich.
Die 1847 eröffnete Pfälzische Ludwigsbahn (Ludwigshafen–Neustadt–Kaiserslautern) zog östlich an Winzingen vorbei und zerschnitt die in und bei Winzingen gelegenen Fluren. Die 1855 erbaute Maximiliansbahn (Neustadt–Landau–Wissembourg) konnte von 1887 bis 1998 über ein Gleisdreieck ohne Kopfhalt in Neustadt Hbf. direkt in Richtung Ludwigshafen fahren. Seit Anfang 1900 siedelten sich östlich des Bahnkörpers bedeutende Firmen an, wie Wayss & Freytag und die Internationale Baumaschinenfabrik, außerdem das Gas- und das E-Werk und der Schlachthof.
Vor allem nach 1945 wuchs die Stadt weiter nach Osten über das alte Winzingen hinaus und mit Branchweiler zusammen.

### Straßenverkehr
Wichtige Straßen, die Winzingen an den städtischen und regionalen Verkehr anschließen, sind die Martin-Luther-Straße (Kreisstraße 23) und Winzinger Straße in Nord-Süd-Richtung sowie die in West-Ost-Richtung verlaufenden Konrad-Adenauer-Straße und Hindenburgstraße/Branchweilerhofstraße.

### Feste
Inmitten von Winzingen, zwischen dem von Pappeln gesäumten Floßbach (links/nördlich) und dem Speyerbach (rechts/südlich), liegt in einer ehemals von Überschwemmung bedrohten Senke, die deswegen nicht mit Häusern bebaut wurde, die Festwiese. Dort fand bis 2008 alljährlich um den Monatswechsel Juni/Juli die Winzinger Kerwe statt. Diese aus einem Kirchweihfest hervorgegangene Veranstaltung war mit mehr als hundert Schaustellern und Fahrgeschäften das zweitgrößte Volksfest Neustadts nach dem Deutschen Weinlesefest. 2011 wurde das endgültige Aus verkündet, weil die Weinfeste der Umgebung zu viele Besucher abgezogen hatten.

## Söhne und Töchter des Ortes
- Johann Heinrich Hochdörfer (1799–1851), protestantischer Pfarrer, Frühsozialist und Publizist
- Ludwig Seligmann (1813–1879), Bezirksrabbiner in Kaiserslautern
- Ernst Domke (1882–1945), Politiker (SPD)